# Томмазо де Алени
Томмазо де Алени, известный как «Иль Фадино (Чудак)» (итал. Tommaso Aleni, detto il Fadino; Кремона, 1500 — около 1560) — живописец Итальянского Возрождения ломбардской школы. Работал в своём родном городе Кремоне.
Томмазо де Алени был учеником художника Галеаццо Кампи. В своём творчестве находился под влиянием произведений Перуджино. Писал фрески в церквях и монастырях, алтарные картины для церкви Сан-Доменико в Кремоне, где работал вместе с учителем, Галеаццо Кампи. Его алтарная картина Рождество (1515) находившая в церкви Сан-Доменико, была перенесена в ратушу города Кремона.

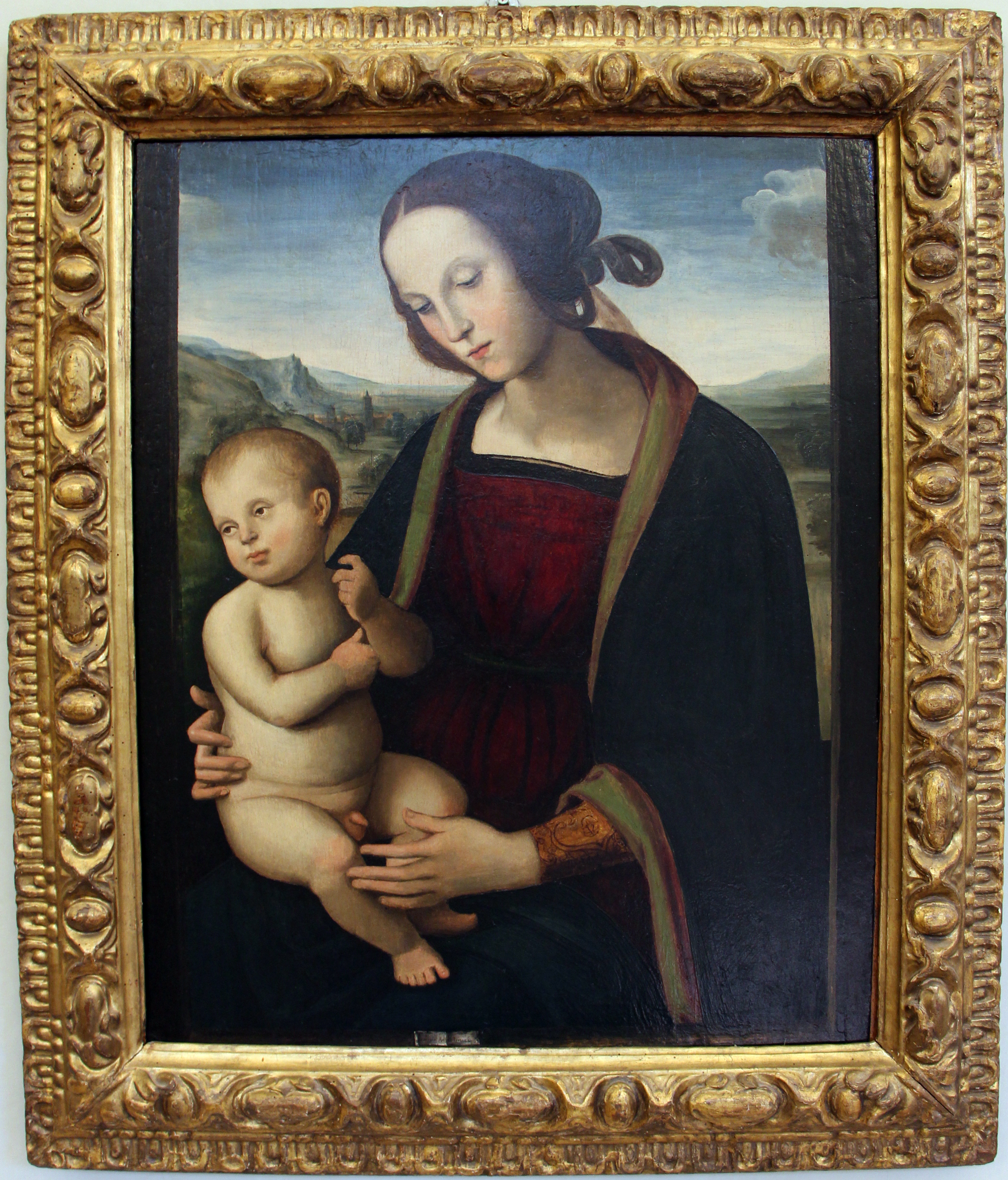
Томмазо де Алени. Богоматерь с Младенцем. Трапезная ди Фулиньо
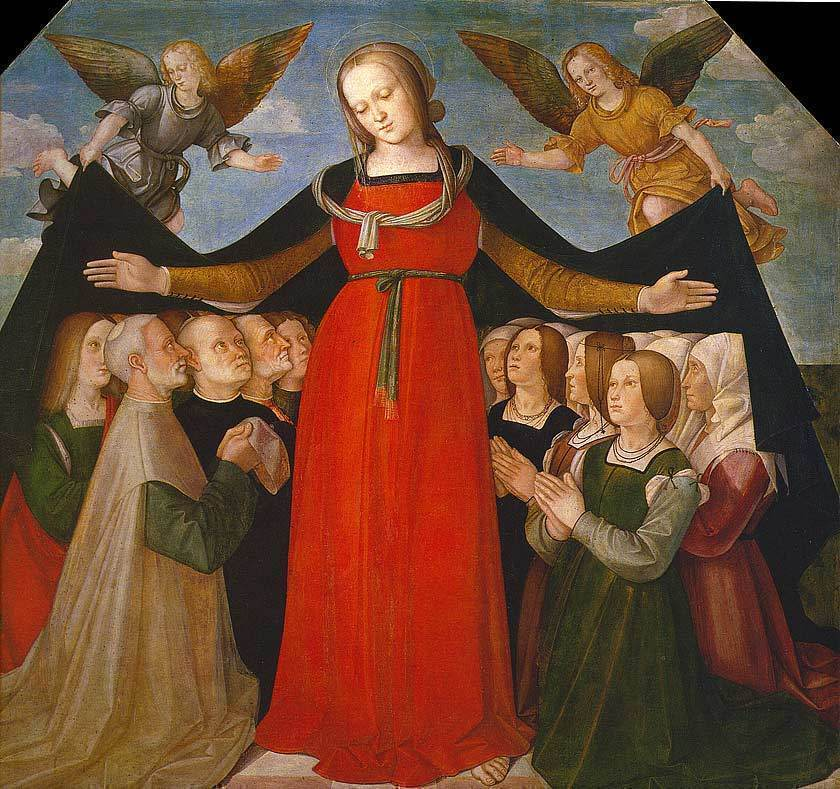
Галеаццо Кампи или Томмазо Алени (?). Мадонна делла Мизерикордия (с предполагаемым портретом Чечилии Галлерани). 1500-е.  Церковь Сан-Джованни-ин-Кроче, Кремона